# The Twilight Saga: New Moon
The Twilight Saga: New Moon (conocida como La saga Crepúsculo: Luna Nueva en España y Argentina, o Crepúsculo la saga: Luna Nueva en el resto de Hispanoamérica) es una película de fantasía romántica estadounidense de 2009 basada en la novela Luna Nueva de 2006 de Stephenie Meyer. Es la secuela de Crepúsculo de 2008 y la segunda cinta de la serie de películas del mismo nombre. Summit Entertainment dio luz verde a la secuela a finales de noviembre de 2008, tras el éxito inicial de su predecesora. Dirigida por Chris Weitz, está protagonizada por Kristen Stewart, Robert Pattinson y Taylor Lautner, quienes repiten sus papeles como Bella Swan, Edward Cullen y Jacob Black, respectivamente. Melissa Rosenberg, quien entregó un borrador del guion durante el fin de semana de estreno de Crepúsculo, también regresó como guionista.Alexandre Desplat compuso la banda sonora original, lo que aportó una atmósfera melancólica y emocional que reflejaba el tono de la película. La producción también se destacó por su rápido desarrollo, ya que Summit aceleró el proceso para aprovechar el éxito de Crepúsculo y mantener el interés del público.
El rodaje comenzó en Vancouver a finales de marzo de 2009 y concluyó en Montepulciano a finales de mayo. Se estrenó el 20 de noviembre de 2009 en varios países y logró récords en Estados Unidos y Canadá. Entre ellos, el de la proyección de medianoche más exitosa, con $26.3 millones de dólares, y alcanzó la mayor recaudación en un solo día, con $72.7 millones. Su secuela, Eclipse, y más tarde Harry Potter y las Reliquias de la Muerte - Parte 2, superaron estos récords. Además, obtuvo el tercer mayor fin de semana de apertura en Norteamérica hasta ese momento, con casi $143 millones. Durante su tiempo en cartelera, se convirtió en la película más taquillera de Summit Entertainment, gracias a un estreno en más de 4100 salas, aunque luego Eclipse tomó ese lugar.
En 2010, la película salió en DVD y Blu-ray y vendió más de ocho millones y medio de copias en Norteamérica. De esa cifra, cuatro millones se compraron durante el primer fin de semana. A pesar de recibir críticas mixtas, los elogios se dirigieron hacia las actuaciones de Kristen Stewart y la dirección de Chris Weitz. Sin embargo, algunos señalaron problemas con el ritmo narrativo y un enfoque excesivo en la relación entre Bella y Edward. Aunque dejó varios cabos sueltos en la trama, el filme se volvió un éxito entre los fanáticos de la saga literaria y ganó premios como el MTV Movie a Mejor Película del Año y el People's Choice a la Película Favorita de Fantasía.
La película tuvo tres secuelas, La saga Crepúsculo: Eclipse, La saga Crepúsculo: Amanecer - Parte 1 y La saga Crepúsculo: Amanecer - Parte 2, estrenadas en 2010, 2011 y 2012, respectivamente.

## Argumento
Bella Swan despierta el día de su decimoctavo cumpleaños tras soñar que se convierte en una anciana, mientras que Edward Cullen, su novio vampiro inmortal, permanece joven. A pesar de la indiferencia de Bella hacia su cumpleaños, la familia de Edward organiza una pequeña celebración en su honor. Durante la fiesta, al abrir un regalo, Bella se corta con el papel. Jasper, el hermano adoptivo de Edward, pierde el control debido al olor de la sangre y casi la ataca. Preocupado por la seguridad de Bella, Edward decide terminar su relación y él, junto con su familia, abandona Forks, la ciudad donde vivian.
Devastada por la partida de Edward, Bella atraviesa meses de aislamiento y tristeza. Su padre, Charlie, teme por su estado y sugiere que se mude con su madre a Jacksonville, Florida, pero Bella promete socializar más. En un intento de cumplir su palabra, asiste al cine con su amiga Jessica. Durante el regreso, Bella se acerca a un grupo de motociclistas desconocidos, recordando un encuentro peligroso del que Edward la rescató en el pasado. Ese momento le hace imaginar su voz y presencia, dándose cuenta de que el riesgo extremo le permite evocarlo.
Para aliviar su dolor, Bella pasa más tiempo con Jacob Black, su amigo Quileute, quien la distrae con actividades recreativas. Jacob menciona que algunos de los jóvenes de su tribu están bajo la influencia de Sam, un miembro destacado de la comunidad. Tras una visita al cine junto con Jacob y Mike, Jacob se retira repentinamente al sentirse enfermo. Poco después, Bella descubre que ha cambiado radicalmente: lleva el cabello corto y un tatuaje tribal en el brazo, similar al de Sam y otros jóvenes Quileute. Jacob le advierte que se mantenga alejada de él por su seguridad.
En una excursión al prado que solía visitar con Edward, Bella se encuentra con Laurent, un vampiro aliado de Victoria. Justo cuando está a punto de atacarla, una manada de lobos gigantes aparece y lo elimina. Poco después, Bella descubre que Jacob y los otros jóvenes Quileute son cambiaformas, lobos gigantes que han sido enemigos ancestrales de los vampiros. La manada protege el territorio de Victoria, quien busca vengar la muerte de James, su compañero, a manos de Edward. A pesar de la protección de Jacob, Bella se siente sola de nuevo y decide lanzarse desde un acantilado, una actividad que ve como una forma de revivir la imagen de Edward. Jacob la salva justo a tiempo.
Mientras tanto, una confusión lleva a Edward a creer que Bella ha muerto tras saltar del acantilado. Desesperado, viaja a Italia para pedir a los Volturi, un aquelarre de vampiros que actúa como autoridad, que terminen con su vida, pues no puede hacerlo él mismo. Al negarse, Edward planea exponer su naturaleza vampírica durante un festival humano. Alice, hermana de Edward, descubre que Bella está viva y juntas viajan a Italia para detenerlo. Llegan justo a tiempo para evitar que Edward se revele.
Edward, aliviado por la supervivencia de Bella, le promete no volver a dejarla. Sin embargo, los Volturi exigen que Bella sea transformada en vampiro o eliminada, ya que los humanos no pueden conocer la existencia de los vampiros. Alice muestra a Aro, líder de los Volturi, una visión del futuro donde Bella se convierte en vampira, lo que les permite marcharse. De regreso en Forks, los Cullen votan sobre el destino de Bella: la mayoría apoya convertirla, excepto Edward y Rosalie. Sin embargo, Jacob recuerda que morder a un humano rompería el tratado entre los Cullen y los Quileute. Bella reafirma que su decisión es convertirse, mientras Edward le ofrece hacerlo, pero solo si ella acepta casarse con él.

## Reparto

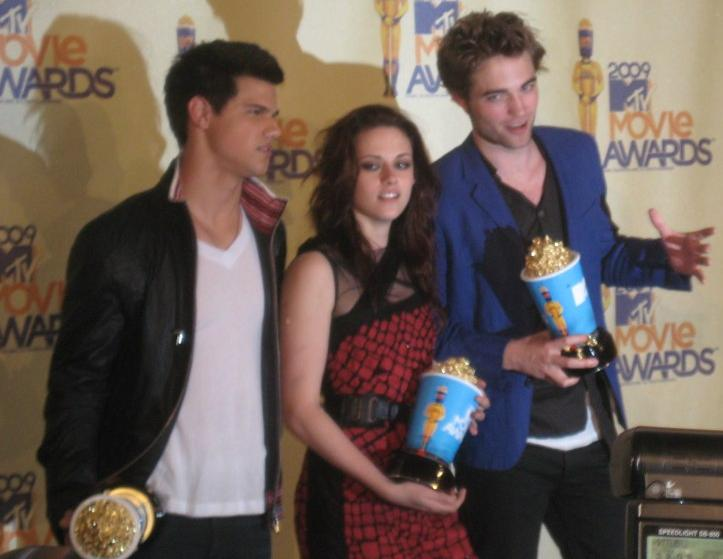
De izquierda a derecha: Taylor Lautner, Kristen Stewart y Robert Pattinson, protagonistas de Luna nueva.

- Kristen Stewart como Bella Swan, una adolescente que cae en una profunda depresión luego de que su verdadero amor, Edward Cullen, la abandone. Su amistad con Jacob Black incrementa cuando se da cuenta de que él puede reparar el vacío que Edward dejó.[23]
- Robert Pattinson como Edward Cullen, el novio vampiro de Bella que de repente abandona la ciudad para protegerla.[24][25]
- Taylor Lautner como Jacob Black, un compañero alegre que alivia el dolor de Bella por perder a Edward. Él le revela a Bella que pertenece a un grupo de hombres lobo cuya misión es protegerla de los vampiros Laurent y Victoria.[26][27]
- Ashley Greene como Alice Cullen, miembro de la familia Cullen que puede ver visiones «subjetivas» del futuro y que desarrolla una profunda amistad con Bella.[28]
- Rachelle Lefevre como Victoria Sutherland, una vampiresa despiadada que quiere vengar a su amante, James, y principal antagonista.[29]
- Billy Burke como Charlie Swan, el padre de Bella y el jefe de policía de Forks.[30]
- Peter Facinelli como Carlisle Cullen, líder y figura paterna de la familia Cullen.[31]
- Nikki Reed como Rosalie Hale, un miembro de la familia Cullen.[32]

- Kellan Lutz como Emmett Cullen, un miembro de la familia Cullen.[33]

- Jackson Rathbone como Jasper Hale, un miembro de la familia Cullen que tiene sed de la sangre de Bella después de que ella se corta con un papel. Tiene la capacidad de manipular las emociones.[33]

- Anna Kendrick como Jessica Stanley, la egoísta amiga de Bella.[34][35]

- Michael Sheen como Aro, el líder de un antiguo aquelarre de vampiros italiano conocido como los Volturi.[36]
- Dakota Fanning como Jane, un guardia de los Volturi que tiene la capacidad de torturar a personas con ilusiones de dolor.[37][38]
- Elizabeth Reaser como Esme Cullen, la esposa de Carlisle y la figura materna de la familia Cullen.[33]
- Edi Gathegi como Laurent Da Revin, un vampiro que quiere matar a Bella porque tiene sed de su sangre.[39][40]

Además de Noot Seear como Heidi, Michael Welch como Mike Newton, Chaske Spencer como Sam Uley, Tyson Houseman como Quil Ateara, Kiowa Gordon como Embry Call, Alex Meraz como Paul Lahote, Bronson Pelletier como Jared Cameron, Graham Greene como Harry Clearwater, Gil Birmingham como Billy Black, Christian Serratos como Angela Weber, Justin Chon como Eric Yorkie, Tinsel Korey como Emily Young, Jamie Campbell Bower como Caius, Christopher Heyerdahl como Marcus, Justine Wachsberger como Gianna, Cameron Bright como Alec, Charlie Bewley como Demetri y Daniel Cudmore como Felix.

## Producción

### Desarrollo

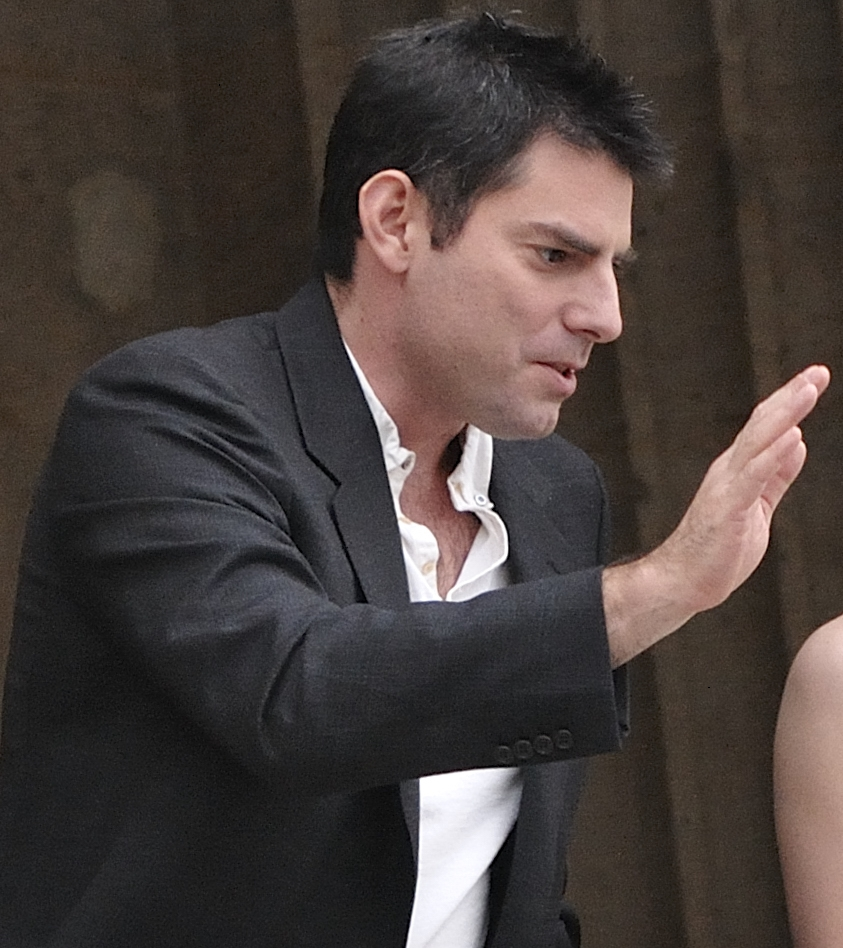
Weitz en la sesión de fotos de Luna Nueva en París, Francia, noviembre de 2009.

A inicios de noviembre de 2008, Summit Entertainment anunció que había adquirido los derechos de adaptación cinematográfica de los libros de la saga de Stephenie Meyer: Luna nueva, Eclipse y Amanecer. El 22 de noviembre, un día después del estreno en cines de Crepúsculo, Summit confirmó que comenzaría a trabajar en Luna nueva. «No creo que ningún autor haya tenido una experiencia tan positiva con los encargados de adaptar su novela al cine como la que he tenido yo con Summit Entertainment. Estoy encantada de trabajar nuevamente con ellos en Luna nueva», declaró Meyer. En diciembre, anunciaron que Catherine Hardwicke no dirigiría la secuela. Hardwicke atribuyó su decisión a la falta de tiempo, y expresó: «Lamento que no vaya a tener la oportunidad de dirigir Luna nueva. Dirigir Crepúsculo ha sido una de las mejores experiencias de mi vida, y estoy profundamente agradecida por el apoyo incondicional de los seguidores».El 13 de diciembre, confirmaron la contratación de Chris Weitz como director de Luna nueva. Weitz expresó su compromiso con los seguidores de la saga: 
«Protegeré en su nombre a los personajes, los temas y la historia que aman. Esta no es una tarea que deba tomarse a la ligera, y haré todo lo posible por crear una película hermosa que haga justicia a un libro hermoso».
Melissa Rosenberg había estado trabajando en la adaptación de la novela antes del estreno de Crepúsculo y entregó el borrador para la secuela durante el fin de semana de estreno de la primera película, en noviembre de 2008. «Me sentaba a las diez de la mañana y trabajaba en el guion hasta las seis de la tarde», recordó Rosenberg. Entre junio y octubre de 2008, alternaba entre escribir para la serie de televisión Dexter y trabajar en el guion de Luna nueva. Durante este tiempo, se mantuvo en contacto con Stephenie Meyer.Uno de los cambios clave en la adaptación fue la decisión de transformar la voz de Edward, que solo estaba en la mente de Bella, en una aparición visual, lo que dio lugar a una confrontación más emocional entre los personajes. Además, para el guion, los cuatro hombres que se acercan a Bella necesitaban crear una situación significativa y peligrosa, por lo que Rosenberg les dio motocicletas. «Agregué las motocicletas porque se convirtieron en una parte importante de la relación de Bella con Jacob», explicó Rosenberg.

### Casting

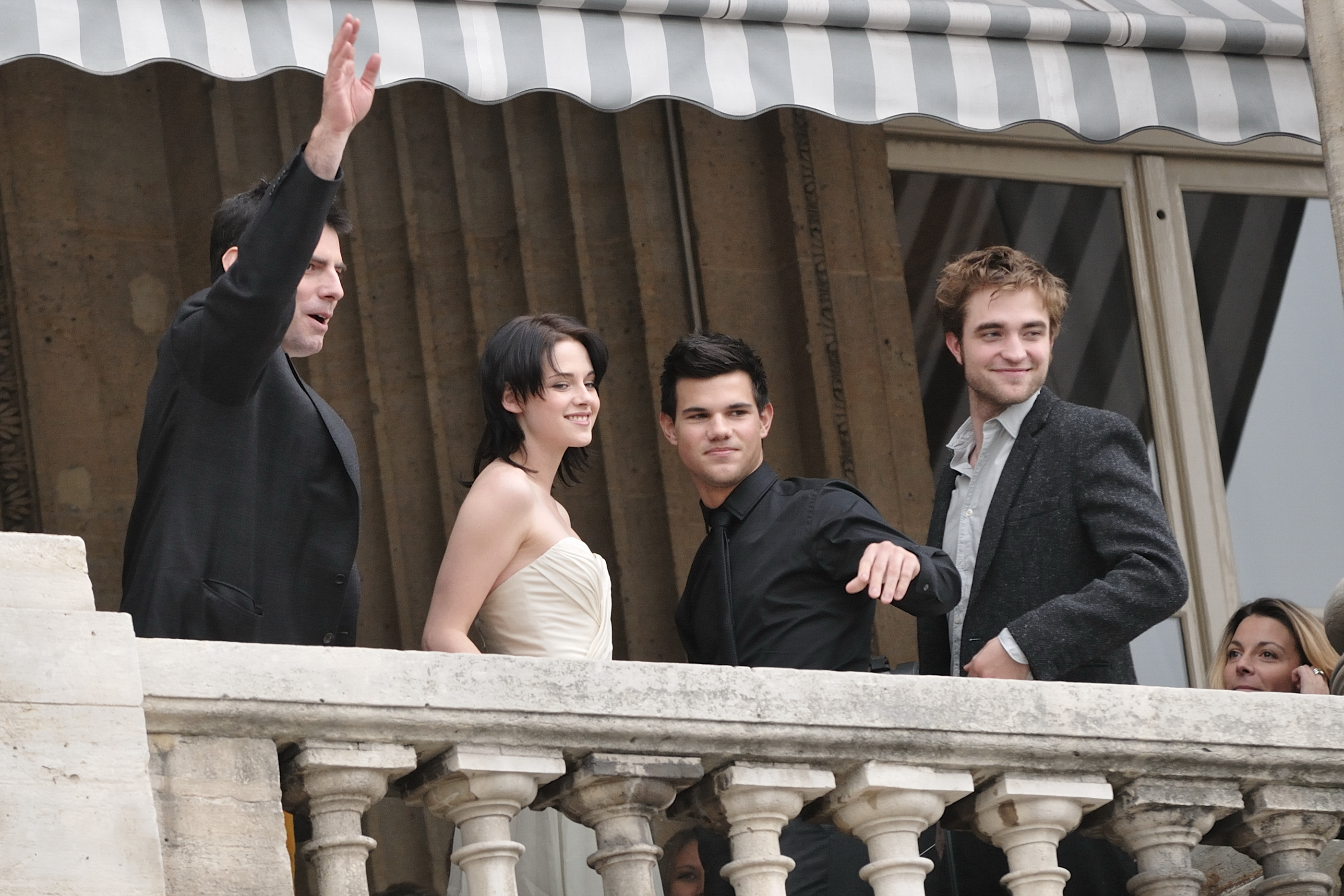
Los protagonistas de la cinta junto con el director en el Hotel Crillon en París, Francia, el 10 de noviembre de 2009.

Debido a los grandes cambios físicos que sufrió el personaje de Jacob Black entre Crepúsculo y Luna nueva, Weitz consideró sustituir a Lautner en la secuela por un actor que pudiera interpretar de manera más precisa «el nuevo y mayor Jacob Black». Para mantener el papel, Lautner entrenó y aumentó aproximadamente trece kilos. En enero de 2009, Weitz y Summit Entertainment anunciaron que Lautner seguiría desempeñando el papel en la secuela. En una entrevista, su compañera de reparto, Kristen Stewart, habló sobre la transformación física de Lautner y comentó: «Es una persona que ha cambiado mucho físicamente».
A finales de marzo de 2009, Summit Entertainment publicó una lista de los actores que representarían a la «manada de lobos», junto a Lautner. El casting para el resto de la tribu Quileute estuvo a cargo del director de casting Rene Haynes. En febrero de ese mismo año, se lanzó una convocatoria en Vancouver para formar parte del reparto, en la que se especificaba que se buscaban «actrices y actores de entre 15 y 25 años, descendientes de pueblos indígenas de Estados Unidos». En cuanto al papel de Michael Sheen como Aro, Weitz comentó: «Debe tener una personalidad agresiva, eso es lo que busco en el actor», y describió al personaje como «por fuera, parece un vampiro muy atento y amable, pero en su interior es una enorme amenaza».

### Rodaje
La preproducción de Luna Nueva comenzó en diciembre de 2008. La filmación estaba programada para iniciar el 23 de marzo de 2009 en Vancouver, pero comenzó unos días antes. Weitz optó por una paleta de colores cálidos para la secuela, a diferencia de la primera película de la serie, cuyos tonos azules predominaban. Este cambio de enfoque dio lugar a tonos dorados, inspirados en las pinturas italianas, que a su vez sirvieron como base para el trabajo colaborativo del equipo. Además, se utilizaron colores específicos en puntos clave de la película. Por ejemplo, aunque la casa de Jacob es roja, este color no domina hasta el clímax del filme. El director destacó: «La plaza se convierte en una inundación de rojo; así es como nos aseguramos de que cada aspecto visual tuviera un propósito».
El uso de cámaras de cine, en lugar de digitales, contribuyó a la estética «pasada de moda» de la producción. Se utilizaron dos cámaras principales de Panavision: una Arri 435 de alta velocidad, capaz de disparar a 150 cuadros por segundo, y una Steadicam con VistaVision para las tomas de efectos visuales. Al igual que con el uso de colores, las diferentes cámaras y configuraciones de rodaje ayudaron a resaltar aspectos específicos de la historia. Cuando Bella estaba con Edward, la cámara se movía en línea recta sobre un carrito para reflejar la «perfección» de su relación. En las escenas con Jacob, se utilizó el Steadicam para dar un estilo fluido y orgánico. Finalmente, en las interacciones con sus compañeros de clase, un lenguaje visual más «informal» se logró con una cámara en mano.
Una vez que la película entró en producción, la decisión de rodar en Vancouver —en lugar de en Portland— surgió después de un debate sobre cómo combinar los lugares presentados en la primera película. Un miembro del equipo de producción explicó que Vancouver se consideró como escenario para Crepúsculo, pero descartaron la idea y trasladaron la fotografía principal de la primera película a Portland y sus alrededores, ya que en ese momento la cotización del dólar estadounidense estaba por debajo de la del canadiense.  Se eligió Vancouver porque ofrecía un mayor valor de producción, mientras que las áreas circundantes contaban con hermosos bosques y un clima gris, ideal para la atmósfera de la saga. Sin embargo, esta decisión planteó un desafío: la reconstrucción de los sets clave utilizados en la primera película. Para el exterior de Forks High School, el equipo encontró un estacionamiento adecuado, pero los pasos hacia la escuela tuvieron que filmarse frente a una pantalla verde para que coincidieran con las tomas originales. La Escuela Secundaria David Thompson se eligió para representar el interior de la escuela.

La casa de los Cullen fue una de las principales tareas de «coincidencia», debido al diseño único de las locaciones en el área de Portland. El equipo de producción decidió encontrar una casa en Vancouver que tuviera un interior que emulara los techos altos, las paredes de vidrio y los alrededores boscosos de la ubicación original. Un lugar en particular se comparó favorablemente con el de Portland, por lo que Weitz y el equipo de producción decidieron filmar varias escenas allí. Para mantener la coherencia con el diseño de la casa original, algunas partes de la historia en Luna Nueva se trasladaron a diferentes secciones de la casa que no se habían mostrado previamente.

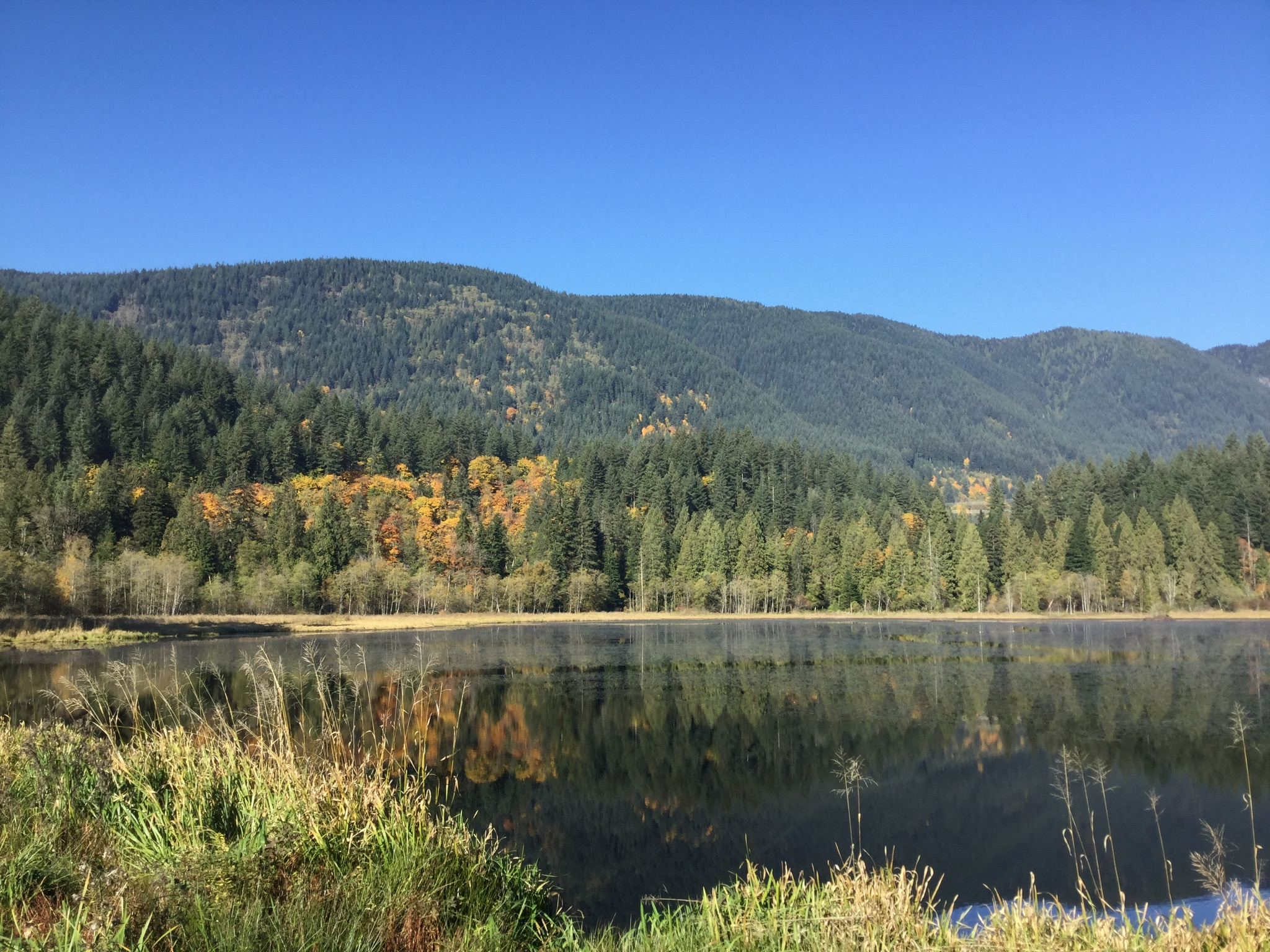
Minnekhada Regional Park lugar donde se encuentra la casa de Jacob.

Después de buscar en Vancouver una locación para filmar las escenas de la casa de los Swan, el equipo decidió recrearla en un lote vacío con una línea de árboles y una carretera cercana. Reorganizaron el exterior para que coincidiera con el de la primera película. Para enfrentar el desafío de recrear el interior, midieron la casa en Portland y construyeron varias secciones tanto en el lote como en un set en Vancouver. En esta segunda película también aclararon la ubicación de la habitación de Bella, que en la primera parecía estar al frente de la casa, aunque en realidad se encontraba en el lado derecho. Surgieron complicaciones cuando los dueños repintaron la casa de Portland tras el estreno de Crepúsculo, lo que eliminó el envejecimiento que aparecía en la película. Para reproducir fielmente su aspecto, el equipo usó como referencia la versión en Blu-ray de alta definición de la primera película.
Como director, Weitz tuvo el placer de presentar y filmar en nuevos lugares y escenarios. De particular interés fueron la reserva Quileute y la casa de Jacob. Utilizando el pueblo Quileute en Washington como base, el equipo de producción decidió ubicar la casa de Jacob en los bordes del territorio, en lugar de situarla dentro de la comunidad, debido al vínculo de Jacob con los lobos. Para Weitz, la casa de Jacob representaba la piedra angular en el mundo del bosque, donde se oculta la realidad de los hombres lobo. El diseñador de producción se enfrentó a un desafío al equilibrar el «mundo real» con el «mundo del libro», cuando el granero que encontraron, descrito en el libro como rojo, era verde. Originalmente rodeado por una cerca verde, la decisión de pintar y envejecer el granero, así como renovar su exterior, resultó en un diseño que encajaba perfectamente con el personaje de Jacob.
Después de explorar más de doce lugares posibles para filmar las escenas que se desarrollarían en Volterra, Italia, el equipo de reconocimiento seleccionó la ciudad de Montepulciano, que consideraron la mejor representación de la descripción de Meyer en el libro. El rodaje en esta área se llevó a cabo del 25 al 29 de mayo del 2009. Para el enfrentamiento entre los Volturi y Edward, se planteó la idea de un «golpe» más impactante, en lugar de solo la parálisis de Edward. Inicialmente, lo que debía ser una gran batalla con los vampiros lanzándose por todas partes, se transformó en una pelea cara a cara entre Félix y Edward, tras recibir la aprobación de Meyer. La idea cambió rápidamente de una típica batalla extravagante a una escena en la que Edward se veía como un hombre común atrapado en una mala situación. Para Bella, también era crucial transmitir la sensación de estar atrapada en medio de un grupo de vampiros en combate. Esta escena requirió efectos especiales, trabajo de dobles y la representación de vampiros luchando a velocidades extremadamente altas.

### Efectos visuales
Susan MacLeod, quien había trabajado previamente con Weitz durante la producción de La brújula dorada, supervisó el departamento de efectos visuales de Luna Nueva. MacLeod se unió a Tippett Studio para crear los lobos generados por computadora, mientras que Prime Focus, de Vancouver, se encargó de los efectos relacionados con los vampiros. Para abordar la compleja tarea de hacer que los lobos parecieran reales, los artistas de Tippett estudiaron la cultura del lobo. También lograron reflejar el liderazgo y la musculatura humana ajustando características de los lobos, como su peso y altura. En febrero de 2009, un grupo de artistas viajó a Wolf Mountain Sanctuary, en las afueras de Los Ángeles, para observar lobos reales. Allí, pudieron estudiar el comportamiento tanto de lobos grises como de lobos árticos, que corrían en manadas de tres a cinco miembros. El objetivo era proporcionar una comprensión más profunda de la criatura que estaban creando.
MacLeod explicó que crear a los hombres lobo durante su transformación no fue una tarea fácil. El trabajo sobre los lobos incluía grabaciones en «placas», es decir, imágenes fotográficas en las que se integraban elementos generados por computadora. Dado que el libro describía a los lobos como tan grandes como caballos, se utilizaron recortes de lobos de gran tamaño sobre un tablero de aluminio como referencia visual para los actores y el equipo. Una vez que los actores contaban con esta referencia, los recortes se retiraban, lo que permitía a las cámaras capturar la escena. Para asegurar que los lobos generados por computadora estuvieran sincronizados con las cámaras de acción real y los movimientos de los actores, el equipo utilizó match movers, una herramienta topográfica que registraba el terreno del lugar de rodaje con marcas de referencia.
Un modelo 3D sin procesar del lobo de Jacob sirvió como base para crear los demás lobos. Un sistema muscular que imitaba el disparo y la flexión de los músculos contribuyó a este modelo. A partir de ahí, el diseño inicial de la piel fue realizado por los pintores, quienes se encargaron de definir su color y apariencia. También agregaron detalles como la acumulación de pelo húmedo y lo aplicaron a la piel. Refinaron estos aspectos antes de entregárselo a los directores de iluminación y los técnicos.
Un desafío para el equipo de producción consistió en cómo transmitir la depresión de Bella una vez que Edward se va. En la novela, estas páginas se llenaban con los nombres de los meses que pasaban, y en la película, se representaron mediante una secuencia de efectos visuales en la que la cámara rodeaba a Kristen Stewart. La ventana utilizada en la película original no se ajustaba exactamente a lo que Weitz estaba buscando, por lo que el equipo de producción diseñó una ventana panorámica al construir la casa de los Swan. El efecto fue uno de los 300 creados por Prime Focus bajo la supervisión de Eric Pascarelli. Fue necesario hacer coincidir dos tomas de la cámara: una que grababa a la actriz en una silla y otra que mostraba la vista desde la ventana, tal como se veía desde la casa construida en el lugar. Utilizando una pantalla verde, Prime Focus logró mejorar el cambio de estaciones con hojas generadas por computadora y la caída de nieve.

### Música
La banda sonora original de Luna nueva la compuso Alexandre Desplat, al reemplazar a Carter Burwell, que escribió la partitura de Crepúsculo. La banda de indie rock Death Cab for Cutie escribió el tema principal de la película, titulado «Meet Me On the Equinox» que se estrenó el 13 de septiembre de 2009 durante los MTV Video Music Awards. Nick Harmer, bajista del grupo, declaró: «Queríamos capturar ese sentimiento de desesperación que afecta tanto a los personajes principales». El grupo español NoWayOut escribió una canción titulada «Sed» para las versiones de la banda sonora que fueron publicadas en España e Hispanoamérica.
Los productores eligieron originalmente a la banda de rock My Chemical Romance para interpretar el tema principal de la película, pero el grupo rechazó la oferta de participar en la banda sonora. La canción «Vampire money», la escribió el vocalista de la banda Gerard Way en alusión a la película. El término «vampire money» surgió cuando estaban en una entrevista y una persona les preguntó si iban a querer un poco de ese «dinero vampírico» que todo el mundo quería. El guitarrista Ray Toro comentó que «Creo que las canciones para bandas sonoras pueden ser geniales, pero la verdad no nos convenció la película. Personalmente no la disfrutamos, pero eso no es decir que es mala».
El disco compacto de la banda sonora, supervisado por Alexandra Pratsavas, incluyó únicamente canciones inéditas y salió a la venta el 16 de octubre de 2009 por la discográfica Chop Shop Records en conjunto con Atlantic, el cual debutó en el número dos de la lista estadounidense Billboard 200, y subió hasta la cima una semana después, al vender 153 000 copias en su primera semana completa de lanzamiento.

## Distribución

### Promoción
En febrero de 2009 se anunció que la franquicia tomaría el nombre de The Twilight Saga con el título del libro separado por dos puntos, aunque el título que aparece en pantalla es simplemente Luna Nueva. El primer póster promocional se lanzó el 19 de mayo de 2009, en la imagen aparecen: Edward de pie, detrás de él, y espalda contra espalda con Jacob y Bella con la vista al frente sujetándose del brazo del último. El 31 de mayo, Robert Pattinson, Kristen Stewart y Taylor Lautner revelaron el primer avance de la película en los MTV Movie Awards. Tras el lanzamiento del tráiler, se presentaron dos escenas de la película en la San Diego Comic-Con de 2009. Una versión preliminar de 14 segundos del segundo avance se lanzó en línea el 12 de agosto de 2009, y el tráiler completo se presentó antes de las funciones en los cines de la película Bandslam. El tercer adelanto de la película se mostró en los MTV Video Music Awards el 13 de septiembre de 2009, en el destacan escenas de los Volturi, Bella conduciendo una motocicleta y saltando al mar desde un risco, Edward en Volterra y algunas secuencias de peleas que involucran vampiros y licántropos. Spike TV también emitió un nuevo anticipo en los Scream Awards el 27 de octubre de 2009.
La finalista de American Idol, Allison Iraheta, organizó un bloque de 8 minutos antes de la proyección de la película en más de 1 200 teatros de todo Estados Unidos, donde habló sobre su próximo álbum y tocó algunas canciones, como «Friday I'll Be Over U»,  «Pieces», y «Trouble Is». Además, antes del lanzamiento de la película, la autora Stephenie Meyer hizo una aparición en The Oprah Winfrey Show para promocionar la película.

### Estreno
Muchas funciones de cine se agotaron dos meses antes de la fecha de estreno de Luna Nueva. La película estableció récords por la preventa de boletos, lo que provocó que algunos cines agregaran proyecciones adicionales. La película vendió la mayor cantidad de boletos en el sitio web Fandango, superando a Star Wars: Episodio III - La venganza de los Sith. Luna Nueva representó el 86 por ciento de las ventas de boletos en línea de la plataforma anteriormente mencionada, el fin de semana previo al estreno de la película, y su venta total de boletos por la mañana del 20 de noviembre de 2009 se estima en un total de $13.9 millones. A continuación se enlistan las fechas de estreno en cada país:
| País | Fecha de estreno        |
| --- | ----------------------- |
| Bélgica España Filipinas Indonesia Italia Suiza                                                                                   | 18 de noviembre de 2009 |
| Argentina Australia Croacia Grecia Hungría México Nueva Zelanda Países Bajos Rusia Tailandia                                      | 19 de noviembre de 2009 |
| Estados Unidos Canadá Brasil Dinamarca Finlandia Noruega Paraguay Polonia Reino Unido Suecia Turquía                              | 20 de noviembre de 2009 |
| Austria Egipto Islandia | 25 de noviembre de 2009 |
| Alemania Chile Emiratos Árabes Unidos Eslovaquia Eslovenia Kuwait Líbano Malasia Perú Portugal República Checa Ucrania            | 26 de noviembre de 2009 |
| Belice Colombia Costa Rica Ecuador El Salvador Estonia Ghana Guatemala Honduras Letonia Lituania Nicaragua Nigeria Panamá Rumania | 27 de noviembre de 2009 |
| Japón | 28 de noviembre de 2009 |
| Corea del Sur | 2 de diciembre de 2009  |
| Singapur | 3 de diciembre de 2009  |
| Bulgaria Uruguay Venezuela | 4 de diciembre de 2009  |
| Taiwán | 5 de diciembre de 2009  |
| Israel República Dominicana | 10 de diciembre de 2009 |
| India | 11 de diciembre de 2009 |
| Hong Kong | 17 de diciembre de 2009 |
| Bolivia | 1 de enero de 2010      |

### Formato casero
Se llevaron a cabo varias fiestas de estreno a medianoche para ayudar a promover el debut de la película en formato DVD y en disco Blu-ray el 20 de marzo de 2010 en los Estados Unidos y el 22 en el Reino Unido. Las características especiales incluyen un comentario en audio del director Chris Weitz y el editor Peter Lambert, un documental detrás de escena y videos musicales. A diferencia de las versiones de DVD y Blu-ray, el DVD Ultimate Fan Edition incluye un primer vistazo de 7 minutos a la secuela, The Twilight Saga: Eclipse. Dentro de su primer fin de semana de estreno en los Estados Unidos, la película vendió más de 4 millones de unidades, superando los 3.8 millones de unidades vendidas por Crespúsculo en sus primeros dos días. En las ventas de DVD en Norteamérica, la película ha recaudado 185 166 822 dólares y ha vendido más de 8 864 541 unidades.

## Recepción

### Comercial
Luna Nueva estableció récords, al momento de su estreno, como el mejor estreno de medianoche en la historia de la taquilla de Estados Unidos y Canadá, donde recaudó un estimado de $26.3 millones de dólares provenientes de 3514 cines. El récord anterior era para Harry Potter y el misterio del príncipe, que había hecho $22.2 millones. En 2010, la secuela, The Twilight Saga: Eclipse, rompió el récord de Luna Nueva con $30 millones de dólares en más de 4000 cines, pero fue superada por Harry Potter y las Reliquias de la Muerte - Parte 2, que ganó $43.5 millones en 2011. La película juntó $72.7 millones en su día de estreno en esos países, lo que la convirtió en el mejor estreno de un día en la historia de Estados Unidos, superando los $67.2 millones de The Dark Knight. Este estreno contribuyó fuertemente a otro récord: la primera vez que las diez primeras películas en la taquilla nacional tuvieron un total combinado de más de $100 millones en un solo día. El récord lo rompió en 2011 Harry Potter y las Reliquias de la Muerte: parte 2, que hizo $91.1 millones.
El fin de semana de estreno de Luna Nueva es el vigésimo sexto más alto en la historia de la taquilla de Estados Unidos y Canadá con $142 839 137 dólares y también tiene el trigésimo tercer fin de semana de estreno mundial con $274.9 millones de dólares total. En el momento de su lanzamiento, la película logró el mayor debut de fin de semana en noviembre y rompió el récord de Harry Potter y el cáliz de fuego ($102.7 millones de dólares) hasta que The Hunger Games: Catching Fire lo superará con sus $158.1 millones de dólares. Con un presupuesto estimado de poco menos de $50 millones, es la película menos costosa que recaudó más de $200 millones de dólares en todo el mundo. En el fin de semana de Acción de Gracias, la película juntó $42.5 millones, e incluyendo las ventas de boletos de miércoles y jueves, el total final se elevó a $66 millones. Ganando $230.7 millones de dólares en total desde su estreno en la semana pasada, un 22 % más que lo que la película anterior recaudó en toda su estancia en cines. A nivel internacional, la película recaudó aproximadamente $85 millones de dólares durante el fin de semana, y sumó un total bruto mundial de $473.7 millones de dólares en 10 días. En su tercer fin de semana, Luna Nueva recolectó $15.7 millones de dólares en el mercado nacional y otros $40.7 millones en todo el mundo por un monto bruto mundial de $570.1 millones. En su cuarto fin de semana, la película cayó al #4 con un estimado de $10 millones, para un total en los países norteaméricanos de $296 623 634. Al final de su estancia en carteleras, la cinta logró un total de 709 711 008 dólares, donde el 58% ($413 087 374) provino de mercados internacionales.

### Crítica

#### Anglosajona y de otros países
Luna Nueva recibió opiniones generalmente negativas de los críticos. El sitio web recopilador de reseñas Rotten Tomatoes informó que el 28% de los 225 críticos le dio a la película una crítica positiva, con un promedio de calificación de 4.69/10. El consenso general del sitio es que «La segunda entrega de la saga Crepúsculo puede satisfacer a los fanáticos más acérrimos de la serie, pero es probable que los forasteros se desanimen debido a su ritmo lento, su tono abatido y su duración excesiva». En Metacritic —que asigna una calificación media ponderada de 100 a las opiniones de críticos de cine— la película tiene una puntuación de 44 basada en 32 reseñas. Las audiencias encuestadas por Cinemascore le dieron a la película una calificación de «A-».
Robert Ignizio, de The Cleveland Scene describió la película como una «fantasía entretenida», y señaló que «tiene un aspecto visual más fuerte [que Crepúsculo] y hace un mejor trabajo con sus escenas de acción, al mismo tiempo que mantiene el enfoque en el triángulo amoroso central». Michael O'Sullivan de The Washington Post le dio a la película tres estrellas y media de cuatro, y elogió la actuación de Kristen Stewart en la película donde escribió: «A pesar del melodrama que, a veces, es suficiente para inducir diabetes, hay suficientes silbidos de lobo en este jugueteo sexy y aterrador para complacer a cualquiera». El Seattle Post-Intelligencer le dio a la película una calificación de «B» y dijo: «La película se ve tremenda, el diálogo funciona, hay numerosos chistes bien colocados, la actuación está en punto».
Time Out New York le dio a la película 4 estrellas de 5, calificándola de «un escapismo aceptable para aquellos que tienen la edad suficiente para verla y aún son lo suficientemente jóvenes como para gritar en barcos de ensueño». Jordan Mintzer de Variety declaró: «Stewart es el corazón y el alma de la película», y agregó que «le da tanto peso como profundidad al diálogo ... que sonaría como el típico chirrido en la boca de una actriz menos atractiva, y hace que las heridas psicológicas de Bella parezcan reales».
El crítico de cine británico Mark Kermode le dio a la película una crítica positiva, y dijo: «Tras una caída inicial de 20 minutos, cuando pensé «Esto va a ser realmente dos horas de melancolía», sentí que la película encontró su rumbo». También justificó la caracterización del personaje de Taylor Lautner en la película, diciendo: «La imagen de los chicos musculosos corriendo por el bosque sin camiseta provocaba una leve sonrisa. Pero está bien. Ellos saben quién es su público objetivo».
Mick Lasalle del San Francisco Chronicle dio una revisión más variada, y declaró, «Esperen que esta película satisfaga a sus fanáticos. Todos los demás, prepárense para una telenovela o concurso extravagante, que consiste en una sucesión de escenas estáticas donde los personajes entran en cuadro para anunciar exactamente lo que piensan». Digital Spy le dio a la película 2 estrellas de 5, y elogió a Kristen Stewart por «llevar la película sobre sus hombros y, una vez más, aportar un montón de alma a un personaje que de otro modo podría parecer autocomplaciente», pero fue crítico de su falta de acción, en última instancia, lo llama «una experiencia agotadora». Roger Ebert le dio a la película 1 estrella de 4 y dijo que «toma el tibio logro de Crepúsculo, lo destruye y lo deja para los no muertos». Richard Roeper le dio a Luna Nueva una «C-» y la calificó de «capítulo de 130 minutos de la saga, lento y doloroso». El diario L’Osservatore Romano llamó a la cinta como «propaganda moralmente peligrosa» y afirmó que contiene un «elogio a la represión sexual», además Mons. Franco Perazzolo —experto en cine del Pontificio Consejo para la Cultura— mencionó que «Constituye [La película] un vacío más peligroso que cualquier tipo de mensaje desviado».

#### Hipanoamericana y española
El sitio web Notas de cine hizo una dura crítica a Luna Nueva, al señalar que la película termina del mismo modo en que empieza y que se limita a mostrar durante dos largas horas a los protagonistas jurándose amor a la distancia. Añadió que es un producto que solo podría satisfacer a quienes no conocen bien el género ni tienen una idea clara de lo que es una película de calidad. La página web especializada en el género Aullidos dio duras críticas a la película y la trató de comercial e implícitamente sexual, donde afirmó: «En definitiva, más cine comercializado en exceso, torsos gratuitos para el deleite del público y efectos regularcillos (regresa el efecto purpurina de nuevo)». La página Espinof aseveró que «Lo que hacen es posar ante la cámara, intentando resultar atractivos en todo momento, sin importar lo que estén diciendo o lo que pase en la escena» y añadió «La historia ridícula, los personajes bobos y la pésima realización es lo que importa aquí». El portal mexicano Cine PREMIERE en una reseña más positiva, dijo que «Es una adaptación bien lograda, y aunque hay algunos cambios con respecto a la historia original, todos ellos son justificados pues le dan mayor ritmo a la trama» al mismo tiempo que le asignó cuatro estrellas de cinco. La revista Notedentengas concluyó que «Chris Weitz junto con Melissa Rosenberg han logrado una adaptación increíblemente buena de la novela» al mismo tiempo que afirma «Los espectadores que no sean fan de los libros disfrutarán igualmente de la película». Por su parte, el magacín español Fotogramas le dio dos estrella de cinco, y opinó que «Luna nueva inyecta generosas dosis de épica emocional a eso que solo quien lo ha dejado atrás puede descalificar con el condescendiente término de Edad del Pavo». El diario chileno La Tercera comentó que «Los personajes de esta segunda parte de la saga Crepúsculo perdieron densidad y coherencia», y aseguró que «Luna nueva camina por la delgada línea que separa al melodrama de la ridiculez, y en un par de ocasiones (por cierto, más veces que en Crepúsculo) trastabilla».

### Premios y nominaciones
Desde su lanzamiento, Luna Nueva ha recibido varias nominaciones y premios. En marzo de 2010, la película recibió el ShoWest Fandango Fan Choice Award por Mejor película de 2009. En los Premios Empire del mismo año, Pattinson recibió una nominación para Mejor actor y Anna Kendrick a Mejor artista revelación. La cinta ganó el premio para la Mejor película de la fantasía, mientras que Pattinson ganó un premio a la Mejor actuación. En los Nickelodeon Kids' Choice Awards de 2010, la película compitió en la categorìa de Mejor película, pero perdió frete a Alvin y las Ardillas 2, Lautner ganó el premio de Actor de película favorito; y Jacob y Bella, ganaron a la Mejor pareja. En los MTV Movie Awards de 2010, Pattinson —que contendió junto a Stewart y Lautner— ganó el premio de Súper estrella mundial; además de Mejor actuación masculina, donde contendió de nuevo contra Lautner. Stewart y Pattinson ganaron el premio a Mejor beso, mientras que Luna Nueva ganó en la categoría de Mejor película. Para los Teen Choice Awards de 2010 —que se llevaron a cabo el 8 de agosto— la película y sus actores recibieron un total combinado de diez nominaciones, ocho de las cuales ganó el filme y tres premios repartidos junto con Eclipse. Además, la película se consideró en la categoría de Mejor película de horror y Taylor Lautner en la de Mejor interpretación por un actor joven en la XXXVI edición de los Premios Saturn, pero perdieron frente a Drag Me To Hell y Saoirse Ronan, respectivamente. Lautner también compitió en la categoría de Mejor interpretación en un largometraje y Actor principal en los Premios Young Artist de 2010. Sin embargo, la cinta en general, recibió la nominación a cuatro Razzies: Peor actor secundario (Robert Pattinson), Peor pareja en pantalla (Kristen Stewart y Taylor Lautner o Robert Pattinson), Peor precuela, remake, rip-off o secuela y Peor guion.

## Secuela
En febrero de 2009, Summit Entertainment programó una adaptación cinematográfica de Eclipse —la tercera novela de la serie Crepúsculo— para su estreno el 30 de junio de 2010. Weitz no sería capaz de dirigir la tercera película de La Saga Crepúsculo, ya que mientras sería la filmación, Luna Nueva estaría en posproducción. David Slade se eligió como el director de The Twilight Saga: Eclipse el 22 de abril de 2009.